# رضا ميرزايي
رضا ميرزايي (14 أبريل 1996 بكردكوي في إيران - ) هو لاعب كرة قدم إيراني في مركز الهجوم. شارك مع منتخب إيران تحت 20 سنة لكرة القدم. أما مع النوادي، فقد لعب مع نادي سباهان أصفهان.

## وصلات خارجية
- رضا ميرزايي على موقع قاعدة بيانات كرة القدم.إي يو (الإنجليزية)
- رضا ميرزايي على موقع Soccerway.com (الإنجليزية)